# Slag bij Lutterberg (1762)
De Tweede Slag bij Lutterberg op 23 juli 1762 was een veldslag tijdens de Zevenjarige Oorlog.
Een Frans-Saksisch leger onder leiding van graaf Xaverius van Saksen werd verslagen door een Brits-Brunswijks leger onder leiding van hertog Ferdinand van Brunswijk-Lüneburg.